# یاگودنو (استان وارمی-ماسوری)
یاگودنو (به لاتین: Jagodno) یک روستا در لهستان است که در گمینا البلانگ واقع شده‌است.